# Night of the Living Doo
Night of the Living Doo (lett. "La notte dei Doo viventi") è uno speciale televisivo animato statunitense trasmesso su Cartoon Network il 31 ottobre 2001.
Il titolo è una citazione al film La notte dei morti viventi di George A. Romero.
Nel 2002 è stato candidato agli Annie Awards nella categoria "miglior corto".

## Trama
Scooby-Doo e la banda di Mystery Inc. raccolgono un autostoppista Gary Coleman ma durante il viaggio la Mystery Machine li lascia bloccati in un castello infestato di proprietà di David Cross.

## Distribuzione
L'animazione è stata prodotta da Cartoon Network e trasmessa in segmenti durante le interruzioni pubblicitarie di una maratona di Halloween di Scooby-Doo; alla fine della maratona lo speciale è stato trasmesso per intero ed è stato reso disponibile per un breve periodo sul sito web di Adult Swim.
Non è stato distribuito in home video ed è inedito in Italia.

## Personaggi
- Frank Welker: Fred Jones e Jabber Jaw
- B.J. Ward: Velma Dinkley
- Grey DeLisle: Daphne Blake
- Scott Innes: Scooby-Doo e Shaggy Rogers
- Mark Hamill: se stesso e Mr. Shifty
- Gary Coleman: se stesso
- David Cross: se stesso
- Scotty Morris: se stesso
- Kurt Sodergren: se stesso
- Dirk Shumaker: se stesso
- Andy Rowley: se stesso
- Glen "The Kid" Marhevka: se stesso
- Karl Hunter: se stesso
- Joshua Levy: se stesso